# Фантас
Фантас (др.-греч. Φαντασός) — сын бога сна Гипноса, брат Фобетора и Морфея.

## История
Морфей в сновидениях принимает образ человека, Фантас — неодушевлённых предметов, Фобетор является людям в образе птиц, змей и зверей. Фантас является одним из ониров. Живёт в стране снов (Demos Oneiroi). Матерью Фантаса является Пасифея. В некоторых источниках является самим Царством Снов.